# إسماعيل راغب الخالدي
إسماعيل راغب الخالدي (مواليد 13 نوفمبر 1916 - توفي في 2 سبتمبر 1968) كان أحد كبار مسؤولي الشؤون السياسية في إدارة الشؤون السياسية بالأمم المتحدة.
ولد الخالدي في القدس، التي كانت لا تزال جزءًا من سوريا العثمانية، في 13 نوفمبر 1916. هو شقيق حسين الخالدي  والد رشيد الخالدي  وجد الكاتب المسرحي الأمريكي إسماعيل الخالدي.
درس الخالدي في مدرسة سانت جورج والكلية العربية في القدس (1927-1936). في عام 1939 نال شهادة البكالوريوس في العلوم السياسية من الجامعة الأمريكية في بيروت. أكمل دراسته في الولايات المتحدة وحصل على ماجستير من جامعة ميشيغان عام 1940، وشهادة الدكتوراه من جامعة كولومبيا عام 1955.
أصبحت أطروحته للدكتوراه في جامعة كولومبيا كتابًا بعنوان «التطور الدستوري في ليبيا» نُشر عام 1956 بمقدمة بقلم أدريان بيلت. كما ينسب الفضل إلى تشارلز عيساوي وجي سي هوريويتز في المساهمة في تأليف الكتاب. وكانت هذه أول دراسة أجريت باللغة الإنجليزية حول تطوير دستور ليبيا في وقت نشرها (1951).
عمل الخالدي أيضًا كمساعد محرر في مكتب الشرق الأوسط في مكتب الولايات المتحدة لمعلومات الحرب من 1942 إلى 1944، وسكرتير معهد الشؤون العربية الأمريكية من 1945 إلى 1948.  كان موظفًا في الأمم المتحدة لمدة 19 عامًا وانضم في الأصل كمذيع إذاعي. توفي في 2 سبتمبر 1968 عن عمر يناهز 51 عامًا في بيروت بلبنان.

## منشورات
- دستور المملكة المتحدة الليبية: معلومات أساسية وملخص. مجلة الشرق الأوسط ، المجلد 6، العدد 2 (الربيع، 1952)، الصفحة 221-228.
- التطور الدستوري في ليبيا. بيروت: كلية خيات للكتاب الجماعي، 1956.[2][3][7]

## قراءات أخرى
- إي. أي. في. كاندول. «مراجعة الكتاب: التطور الدستوري في ليبيا. من إخراج إسماعيل راغب خليدي». الشؤون الدولية، المجلد 34، العدد 2 (نيسان/أبريل 1958)، ص 246-247.
- لويس وويليام هـ. «مراجعة الكتاب: التطور الدستوري في ليبيا بقلم إسماعيل راغب الخالدي». مجلة الشرق الأوسط، المجلد. 12، رقم 1 (شتاء 1958)، ص. 107.

- السيرة الذاتية الرسمية من تطوير الدستور في ليبيا، الصفحة 128
- موقع النصب التذكاري الرسمي (يتضمن مسحًا كاملاً للتطور الدستوري في ليبيا)

## روابط خارجية
1. 1 2 3  Jm, pecdal to he New Newk (6 Sep 1968). "ISMAIL KHALIDI, 52, U.N. OFFICIAL, DIES". The New York Times (بالإنجليزية الأمريكية). ISSN:0362-4331. Archived from the original on 2018-07-22. Retrieved 2021-03-26.
2. 1 2 3 4  "Palestine, 1916". etc.usf.edu. مؤرشف من الأصل في 2016-12-15. اطلع عليه بتاريخ 2021-03-26.
3. 1 2 3 4  "أرشيف الألبومات". get.google.com. مؤرشف من الأصل في 2021-03-27. اطلع عليه بتاريخ 2021-03-26.
4. 1 2  محمد، آراء جاسم (2016). "انتهاكات حقوق الإنسان في ليبيا وأثرها في سقوط حكم الرئيس معمر القذافي عام 2011". مجلة دراسات تاريخية: 364. DOI:10.33762/0967-000-020-010. مؤرشف من الأصل في 2021-03-27.
5. ↑  Martin, Douglas (23 May 2008). "J. C. Hurewitz, 93, Dies; Scholar of the Middle East". The New York Times (بالإنجليزية الأمريكية). ISSN:0362-4331. Archived from the original on 2021-01-26. Retrieved 2021-03-26.
6. ↑  "isbn:0292757484 - بحث Google". www.google.com. مؤرشف من الأصل في 2021-03-27. اطلع عليه بتاريخ 2021-03-27.
7. ↑  Ismail Raghib (1956). Constitutional Development in Libya (بالإنجليزية). Khayat's College Book Cooperative. Archived from the original on 2021-03-27.